# Unterseeboot 1104
L'Unterseeboot 1104 ou U-1104 est un sous-marin allemand (U-Boot) de type VIIC/41 utilisé par la Kriegsmarine pendant la Seconde Guerre mondiale.
Le sous-marin est commandé le 14 octobre 1941 à Emden (Nordseewerke), sa quille posée le 29 juin 1943, il est t lancé le 7 décembre 1943 et mis en service le 15 mars 1944, sous le commandement de l'Oberleutnant zur See Rüdiger Perleberg.
L'U-1104 n'endommage ni ne coule aucun navire au cours de l'unique patrouille (54 jours en mer) qu'il effectue.
Il capitule à Bergen en mai 1945 et est détruit en décembre 1945.

## Conception
Unterseeboot type VII, l'U-1104 avait un déplacement de 759 tonnes en surface et 860 tonnes en plongée. Il avait une longueur hors-tout de 67,20 m, un maître-bau de 6,20 m, une hauteur de 9,60 m et un tirant d'eau de 4,74 m. Le sous-marin était propulsé par deux hélices de 1,23 m, deux moteurs diesel Germaniawerft F46 de 6 cylindres en ligne de 1 400 cv à 470 tr/min, produisant un total de 2 060 à 2 350 kW en surface et de deux moteurs électriques Siemens-Schuckert GU 343/38-8 de 375 cv à 295 tr/min, produisant un total 550 kW, en plongée. Le sous-marin avait une vitesse en surface de 17,7 nœuds (32,8 km/h) et une vitesse de 7,6 nœuds (14,1 km/h) en plongée. Immergé, il avait un rayon d'action de 80 milles marins (150 km) à 4 nœuds (7,4 km/h; 4,6 milles par heure) et pouvait atteindre une profondeur de 230 m. En surface son rayon d'action était de 8 500 milles nautiques (soit 15 700 km) à 10 nœuds (19 km/h).
L'U-1104 était équipé de cinq tubes lance-torpilles de 53,3 cm (quatre montés à l'avant et un à l'arrière) et embarquait quatorze torpilles. Il était équipé d'un canon de 8,8 cm SK C/35 (220 coups), d'un canon antiaérien de 20 mm Flak C30 en affût antiaérien et d'un canon 37 mm Flak M/42 qui tire à 15 350 mètres avec une cadence théorique de 50 coups par minute. Il pouvait transporter 26 mines TMA ou 39 mines TMB. Son équipage comprenait 4 officiers et 40 à 56 sous-mariniers.

## Historique
Il effectue son temps d'entraînement initial à la 8. Unterseebootsflottille jusqu'au 31 janvier 1945, puis rejoint son unité de combat dans la 11. Unterseebootsflottille.
Sa première patrouille est précédée d'un court voyage de Kiel à Horten. Elle commence le 1er février 1945 au départ d'Horten pour le nord des îles britanniques. Après 50 jours en mer, l'U-1104 atteint Bergen le 22 mars 1945. Il ne fait aucune autre patrouille.
L'U-1104 se rend aux forces alliées le 9 mai 1945 à Bergen, en Norvège.
Le 30 mai 1945, il est transféré au point de rassemblement de Loch Ryan en vue de l'opération alliée de destruction massive de la flotte d'U-Boote de la Kriegsmarine. 
L'U-1104 coule le 1er décembre 1945 à la position 56° 10′ N, 10° 05′ O, détruit par l'artillerie alliée. Selon une autre source, l'U-1104 est coulé le 15 décembre 1945 par des charges de démolition à la position 55° 35′ N, 7° 57′ O.
Innes McCartney localise l'épave en 2002 ; elle repose à 83 mètres de profondeur.

## Affectations
- 8. Unterseebootsflottille du 15 mars 1944 au 31 janvier 1945 (Période de formation).
- 11. Unterseebootsflottille du 1er février 1945 au 8 mai 1945 (Unité combattante).

## Commandement
- Oberleutnant zur See Rüdiger Perleberg du 15 mars 1944 au 9 mai 1945.

## Patrouilles
|       | Commandant              | Départ           | Départ | Arrivée         | Arrivée | Jours    | Succès |
| ----- | ----------------------- | ---------------- | ------ | --------------- | ------- | -------- | ------ |
|       | Oblt. Rüdiger Perleberg | 22 janvier 1945  | Kiel   | 25 janvier 1945 | Horten  | 4 jours  |        |
| 1     | Oblt. Rüdiger Perleberg | 1er février 1945 | Horten | 22 mars 1945    | Bergen  | 50 jours |        |
| Total | Total                   | Total            | Total  | Total           | Total   | 54 jours | 0 t    |

Note : Oblt. = Oberleutnant zur See